# パラフレーズ
パラフレーズ（Paraphrase）は、他の言葉で元々の文や一節を言い換えること。主に修辞学やクラシック音楽の技法として使われる。語源はギリシア語のπαράφρασις（para phraseïn, 付け加えた表現方法）で、それがラテン語のparaphrasisを経て、英語/フランス語/ドイツ語他のparaphraseになった。
Paraphraseの対義語はmetaphrase、つまり翻訳/直訳である。

## 修辞学のパラフレーズ
パラフレーズは一般的に、言い換える原文を説明するか、もしくは理解しやすくする。たとえば、
- 信号は赤だった。

という文は、
- 列車は進むことを許されなかった。

と言い換えてもよい。元々の主張に付け加える場合は、パラフレーズは一般にVerbum dicendi（どこからパラフレーズに移行するかの合図を表す叙述的な表現）を伴って紹介される。つまり、
- 信号は赤だった。つまり、列車は進むことを許されなかった。

この「つまり」が、以降の文がパラフレーズだと知らせる合図である。

パラフレーズは直接の引用（quotation）を伴う必要はないが、そうである場合、パラフレーズは一般的に原文の主張を、全体的な理解ができる、もしくはわかりやすくするよう説明することの助けとなる。パラフレーズは一般的に要約（Summary）より詳細である。
パラフレーズの特徴の1つに、言い換える原文の本質的な意味を維持しているということがある。それゆえに、（意識的にせよそうでないにせよ）、原文自体にはっきりと明記されていない意味を推断するための原文の再解釈は、独自研究（original research）と見なされ、パラフレーズとはみなされない。
出典を伴わないパラフレーズは、まだ盗作の1形式に過ぎない。

## 音楽のパラフレーズ
クラシック音楽におけるパラフレーズとは、元の作品を別のスタイルの文脈の中で改訂・変換することである。トランスクリプションもしくはアレンジメント、主題による変奏と即興に似たものだが、自由な演奏、メロディの装飾と理解されている。19世紀には、ヴィルトゥオーソな要素を加える場合の多い、リートやオペラのメロディに基づいた幻想曲（ファンタジア）と考えられ、一般的には、演奏会用に書かれたピアノのためのサロン音楽だった。有名なものは、リストの3曲のパラフレーズ——つまり、『エルナーニ・パラフレーズ』S.431aおよびS.432（ヴェルディのオペラ『エルナーニ』）、『リゴレット・パラフレーズ』S.434（ヴェルディのオペラ『リゴレット』）、『結婚行進曲と妖精の踊り』S.410（メンデルスゾーン『夏の夜の夢』）で、リストは他にも、『死の舞踏 』S.126では『怒りの日』をピアノと管弦楽のためにパラフレーズしている。
さらに歌詞のパラフレーズもある。16世紀と17世紀の教会音楽は、聖書や詩篇のテキストをパラフレーズすることが多かった。たとえば、ニコラウス・ブルーンスは『ヨブ記』の一節をパラフレーズし、ヨハン・ゼバスティアン・バッハは詩篇をテキストにしたカンタータのレチタティーヴォとアリアをマルティン・ルターのものに基づいてパラフレーズしている。
他には以下のようなパラフレーズの例がある。
- モシュコフスキ - ワーグナー『タンホイザー』の「ヴェーヌスベルクのバッカナール」のピアノのためのパラフレーズ。
- フーゴー・ヴォルフ - ワーグナー『ニュルンベルクのマイスタージンガー』のピアノのためのパラフレーズ。
- グラズノフ 『Hymne japonais, Paraphrase on National Anthems of the Allies』Op.96 - 『君が代』の管弦楽のためのパラフレーズ。
- パーシー・グレンジャー - チャイコフスキー『くるみ割り人形』第2幕の「花のワルツ」のピアノのためのパラフレーズ
- カステルヌオーヴォ＝テデスコ - ロッシーニ『セビリアの理髪師』第1幕「町の何でも屋に」のヴァイオリンとピアノのためのパラフレーズ。
- ボロディン＆リムスキー＝コルサコフ＆リャードフ＆キュイ『パラフレーズ集』
- ダンディ『Six paraphrases sur des chansons enfantines de France』Op.95
- ニールセン『詩篇《より近く、神のみもとに》によるパラフレーズ』